# Wahlarbeitszeit
Die Wahlarbeitszeit oder auch häufig modulare Arbeitszeit ist ein Arbeitszeitmodell, bei dem der Arbeitgeber den Beschäftigten das Angebot macht, ihre Arbeitszeit freiwillig einzuteilen und variabler zu gestalten. Bei der modularen Arbeitszeit wird die Betriebszeit in Zeitblöcke (sog. Module) aufgeteilt. Die Beschäftigten haben anschließend die Möglichkeit, die Module unter Einhaltung von betrieblichen und gesetzlichen Vorgaben beliebig untereinander aufzuteilen. Vorgaben des Arbeitgebers können unter anderem die Anzahl von Mitarbeitern pro Modul bestimmen.
Eine wesentliche Voraussetzung für die Praktikabilität dieses Arbeitszeitmodells ist, dass sich die Gruppe der Beschäftigten möglichst heterogen zusammensetzt, damit die Präferenzen zur Besetzung unterschiedlicher Arbeitsmodule gleichmäßig verteilt sind.

## Grundprinzip
Das Modell der modularen Arbeitszeit kann auf Basis von Voll- und Teilzeitarbeit realisiert werden. Teilzeitarbeiter können mit diesem Modell relativ problemlos in den Arbeitsplan eingebaut werden. Die Tages-, Wochen- und Jahresarbeitszeit wird dabei in Blöcken aufgeteilt und den Mitarbeitern zur eigenständigen freien Kombination zur Verfügung gestellt. Wahlarbeitszeit setzt ein Gewerbe bzw. Geschäft mit berechenbaren Stoßzeiten und Flauten voraus, damit unterschiedliche Belegschaftsstärken sinnvoll sind.  Für Zeiten mit erfahrungsgemäß stärkerem Arbeitsanfall besteht seitens des Unternehmens die Möglichkeit, im Voraus mehrere Module einzuplanen. Der sich daraus ergebende Personalbedarfsplan wird für alle Beschäftigten sichtbar ausgehängt, damit diese ihren Arbeitseinsatz je nach individuellen Vorlieben und dem vertraglich vereinbarten Arbeitsvolumen eintragen können. Eine Absprache der Arbeitskräfte untereinander bzw. mit der Führungskraft ist explizit vorgesehen. Im Regelfall dauert der Wahlprozess solange an, bis alle Einsatzzeiten vergeben sind. Die Wahlarbeitszeit sieht an den übernommenen Blöcken anschließend Anwesenheitspflicht vor. Sie unterscheidet sich dahingehend vom Funktionszeitenmodell, welches zum Zweck der Sicherstellung der Funktionsfähigkeit des Arbeitsbereichs nicht zwingend eine Anwesenheitspflicht vorschreibt.
Eine mögliche Variante des Wahlarbeitszeitmodells sieht die jährliche Wählbarkeit des Arbeitszeitvolumens beispielsweise gegen Ende des laufenden Jahres für das Folgejahr vor. Es bietet dabei insbesondere für Teilzeitkräfte interessante Flexibilisierungspotenziale. Das Wahlarbeitszeitmodell wird gerne dort eingesetzt, wo feste Ladenöffnungszeiten bestehen, beispielsweise im Einzelhandel oder in dienstleistungsorientierten Betrieben.

## Vor- und Nachteile von Wahlarbeitszeit

### Vorteile
Das Wahlarbeitszeitmodell ermöglicht es aus Arbeitgebersicht, die Arbeitszeiten flexibel an den jeweiligen Personalbedarf anzupassen. So können die Betriebszeiten, d. h. insbesondere Maschinenlauf- und Servicezeiten durch dieses sehr flexible Arbeitszeitmodell gezielt verlängert werden. Insbesondere der Einsatz von Teilzeitkräften und Minijobbern kann in dem Modell gut verplant werden. Aus Beschäftigtensicht bietet sich der Vorteil, dass die individuellen Arbeitszeiten in begrenztem Umfang variabel geplant werden können. Die Beschäftigten haben Mitspracherecht bei der Besetzung der Arbeitsblöcke und zudem die Möglichkeit berufliche und private Interessen zu verbinden. Arbeitszeitmodule oder Schichten können bei Bedarf zwischen den Beschäftigten getauscht werden, wenn gleiche Qualifikationsprofile und nicht personalisierte Tätigkeiten vorliegen. Die Arbeitszeit kann flexibel geplant werden, ohne mit dem Arbeitgeber aufwendig individuelle Anpassungen vertraglich festhalten zu müssen. Auch der lebensphasenbasierte Wechsel in Teilzeitarbeit lässt sich mit dem Modell sinnvoll abbilden.

### Nachteile
Für ein funktionierendes Wahlarbeitszeitmodell ist seitens des Unternehmens eine genaue Personalbedarfsanalyse erforderlich. So besteht zunächst das Risiko für den Arbeitgeber, dass die Personalkapazität Schwankungen unterliegt, die nicht unmittelbar steuerbar sind. Kleinere Unternehmen besitzen hierbei tendenziell ein größeres Risiko. Nachteilige Folgen sollten über eine vorausschauende Formulierung der Betriebsvereinbarung vermieden werden, indem der Korridor, innerhalb dessen die Wahlfreiheit besteht, auf die jeweiligen betrieblichen Anforderungen angepasst wird. Beschränkungen der Wahlarbeitszeit für bestimmte Berufsgruppen oder Arbeitsbereiche können ebenso sinnvoll sein. Um die gewünschte Mitarbeiterzufriedenheit sicherzustellen und eine ausreichende Planungssicherheit anzubieten, sollten die Dienstpläne mindestens 2 Wochen, im Optimalfall 4 Wochen im Voraus veröffentlicht werden. Dabei ist zu beachten, dass das Arbeitszeitmodell nicht auf alle Branchen gleichermaßen übertragbar und auch nicht immer beschäftigtenorientiert ist, da es nicht die gleiche spontane Flexibilität wie bei Gleitzeit vorliegt. Geteilte Schichten werden zudem oftmals als nachteilig empfunden. Auch die Besetzung von unbeliebten Modulen kann sich problematisch gestalten, wenn die Arbeitseinteilung nicht kooperativ gelöst wird.

## Wahlarbeitszeit im Schichtbetrieb
Wahlarbeitssysteme ermöglichen den Mitarbeitenden ihre vertragliche Arbeitszeit innerhalb eines definierten Rahmens zu wählen. Hierüber begünstigen sie den Einsatz von Mitarbeitenden mit Beeinträchtigungen sowie die Sicherstellung von präventiver Einsatzplanung. Gilt es aber auch aktuelle individuelle Arbeitszeitwünsche zu berücksichtigen, kann die Planung sehr aufwendig und komplex werden. Im Rahmen der Schichtplangestaltung ist die Umsetzung von Wahlarbeitszeit am einfachsten realisierbar, wenn die tatsächliche Arbeitszeit des Schichtplans unter der vertraglich vereinbarten Arbeitszeit liegt. Ein beispielhaftes Vorgehen sähe hierbei vor, dass anstelle der tariflichen Wochenarbeitszeit von 35 Stunden eine effektive Wochenarbeitszeit von 32 Stunden verplant wird. Den Ausgleich der Differenz können die Mitarbeitenden über das Jahr verteilt durch zusätzliche Einbringschichten vornehmen. Eine weitergehende Flexibilisierung könnte die Möglichkeit beinhalten, dass die Mitarbeitenden die Wochenarbeitszeit freiwillig auf z. B. 34 Stunden verkürzen bei entsprechender gleichzeitiger Reduzierung von Einbringschichten. Die Wahlarbeitszeit stellt somit auch ein Angebot des Arbeitgebers an die Beschäftigten dar, die Arbeitszeit freiwillig ohne Lohnausgleich zu reduzieren.